# Biserica unitariană din Rimetea
Biserica unitariană din Rimetea este un lăcaș de cult aflat pe teritoriul satului Rimetea; comuna Rimetea, județul Alba.

## Localitatea
Rimetea (până în anii '60 Trascău, în maghiară Torockó, în germană Eisenmarkt, Eisenburg, Traschen) este satul de reședință al comunei cu același nume din județul Alba, Transilvania, România. Menționat pentru prima dată în anul 1257, cu denumirea Toroczko.

## Biserica
Prima menționare a bisericii localității este din anul 1332 când preotul György este menționat în lista dijmelor papale. Credincioșii catolici au trecut la unitarianism în timpul Reformei, împreună cu biserica. Biserica actuală datează din secolul al XVIII-lea, reconstruită după 1796, purtând amprenta stilului arhitectului Türk Antal, după modelul bisericii unitariene din Cluj.

## Vezi și
- Rimetea, Alba

## Imagini din exterior

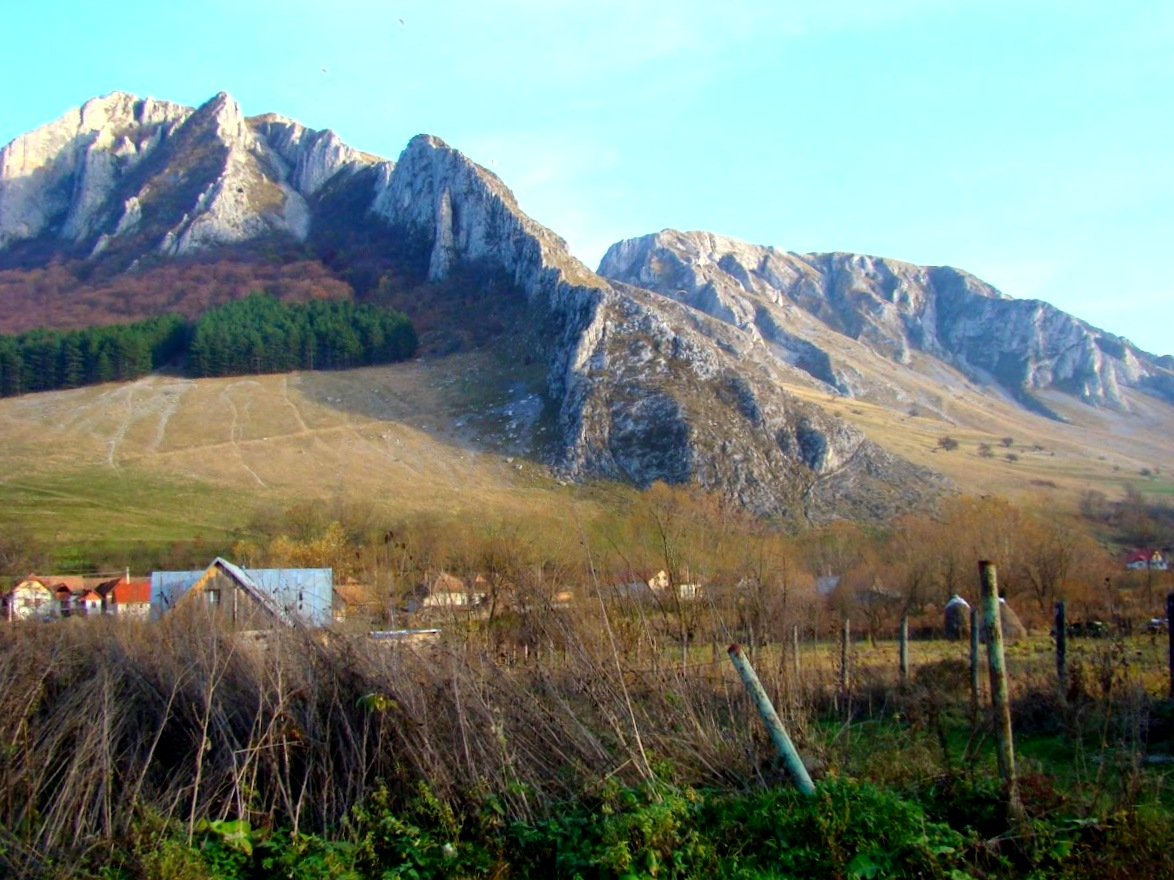
Împrejurimi
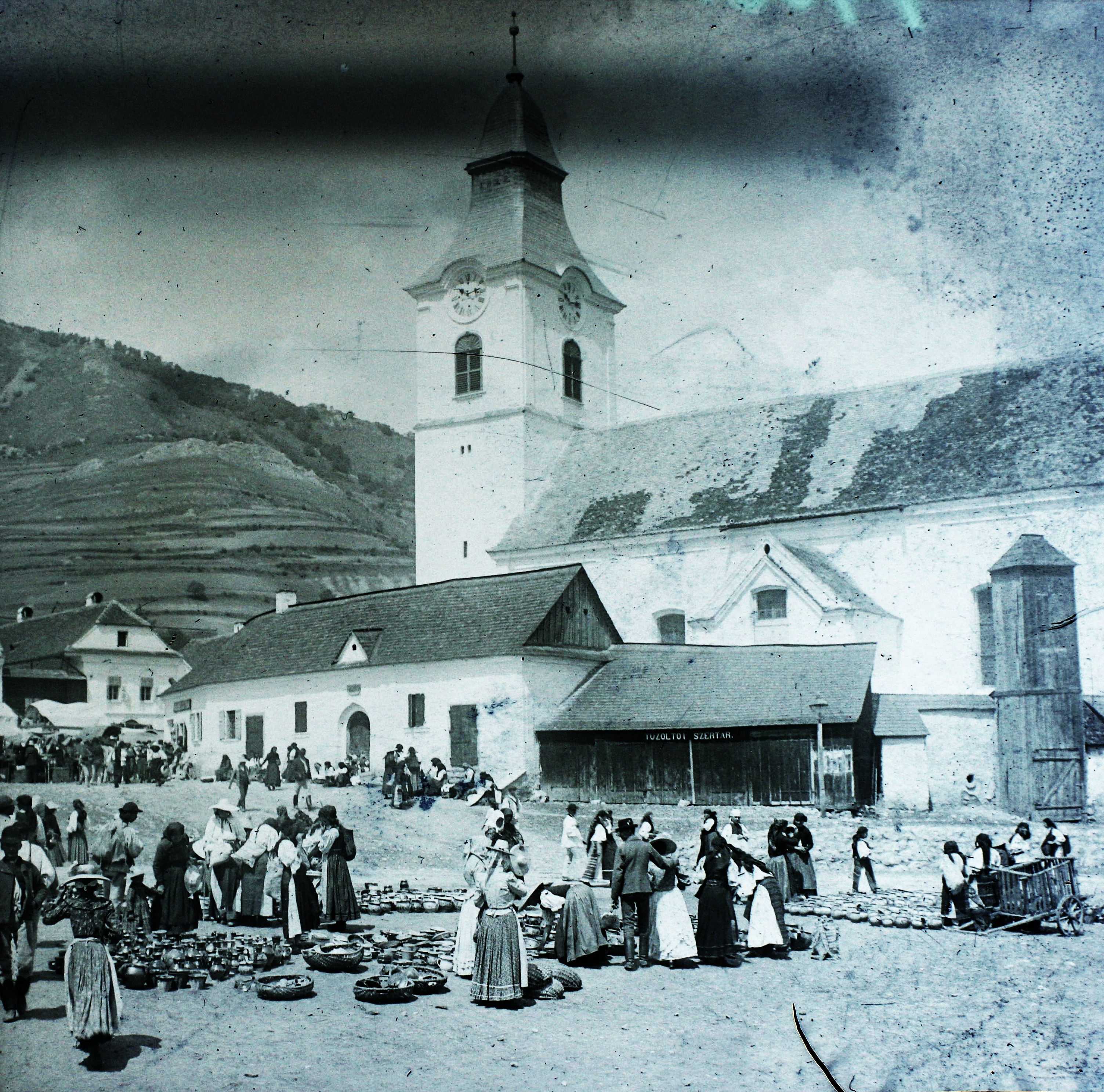
Imagine de epocă
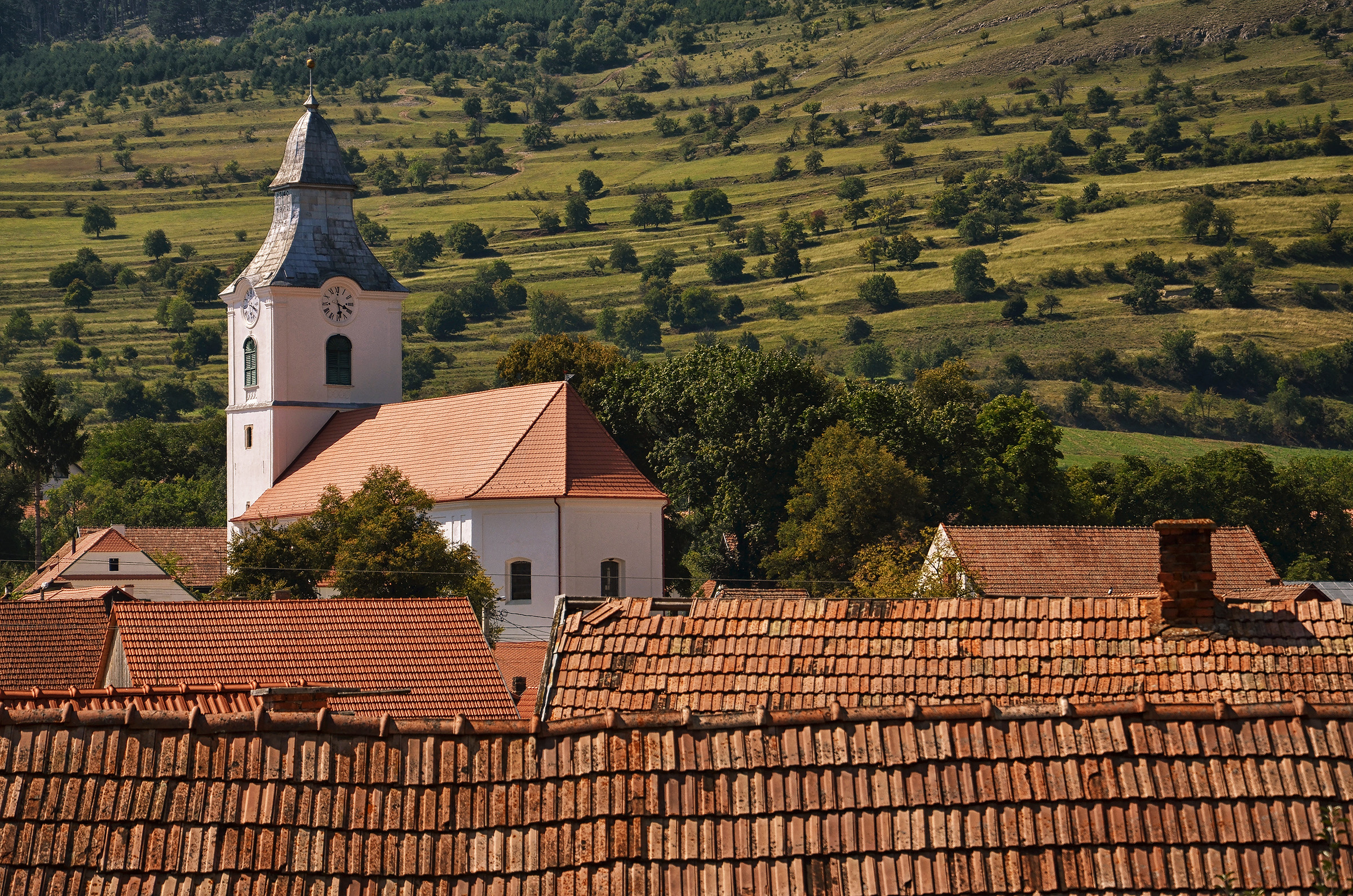
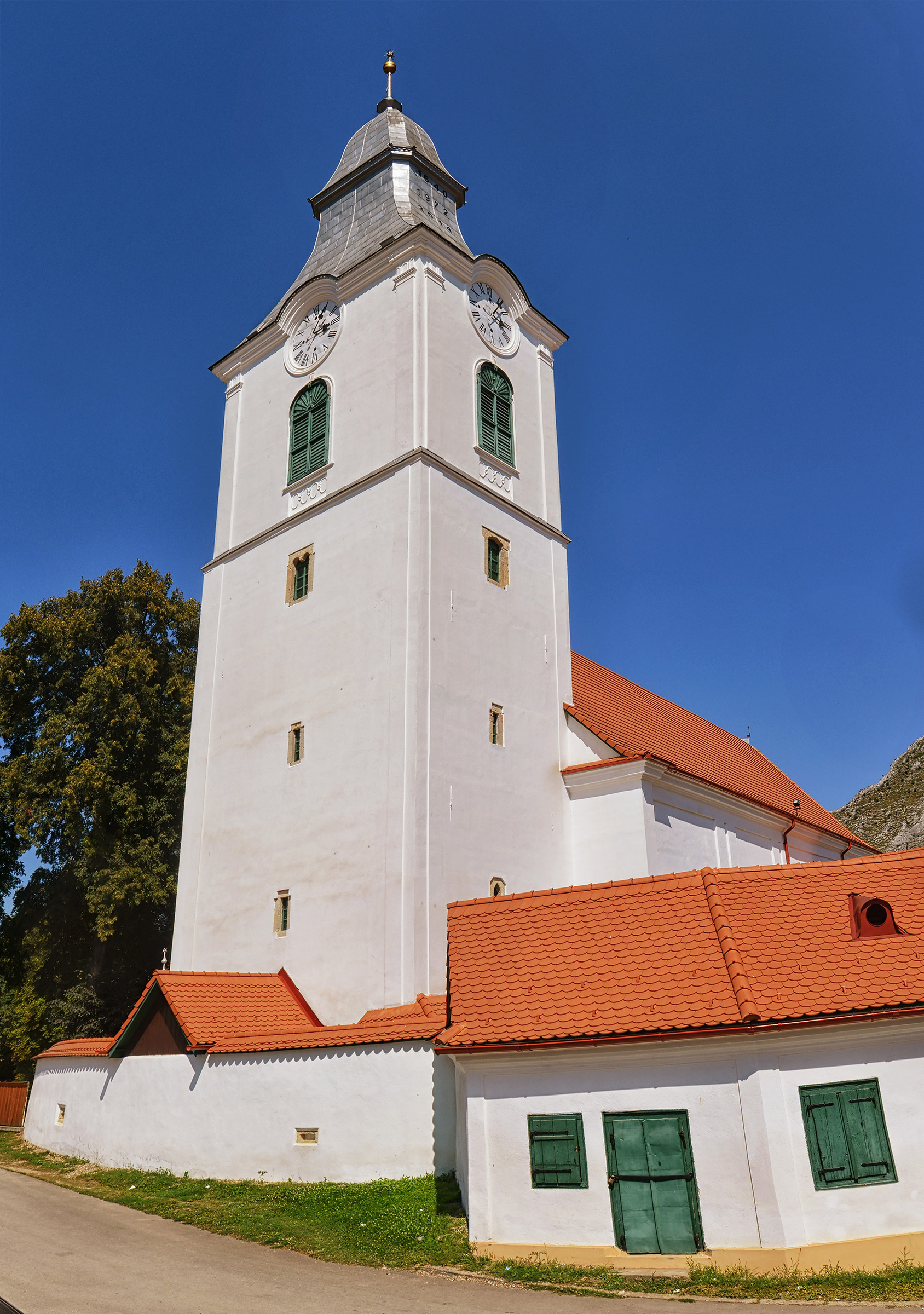
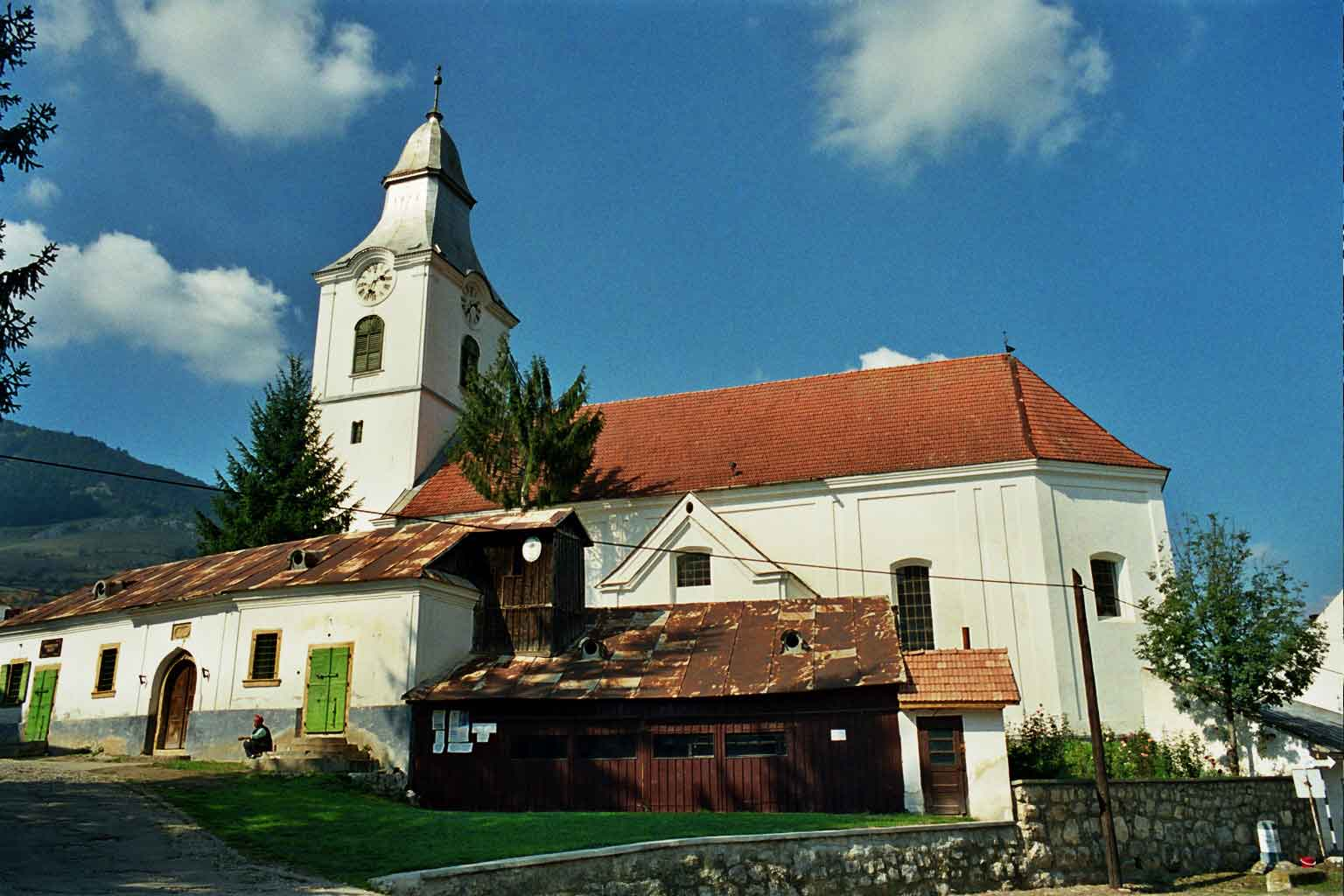
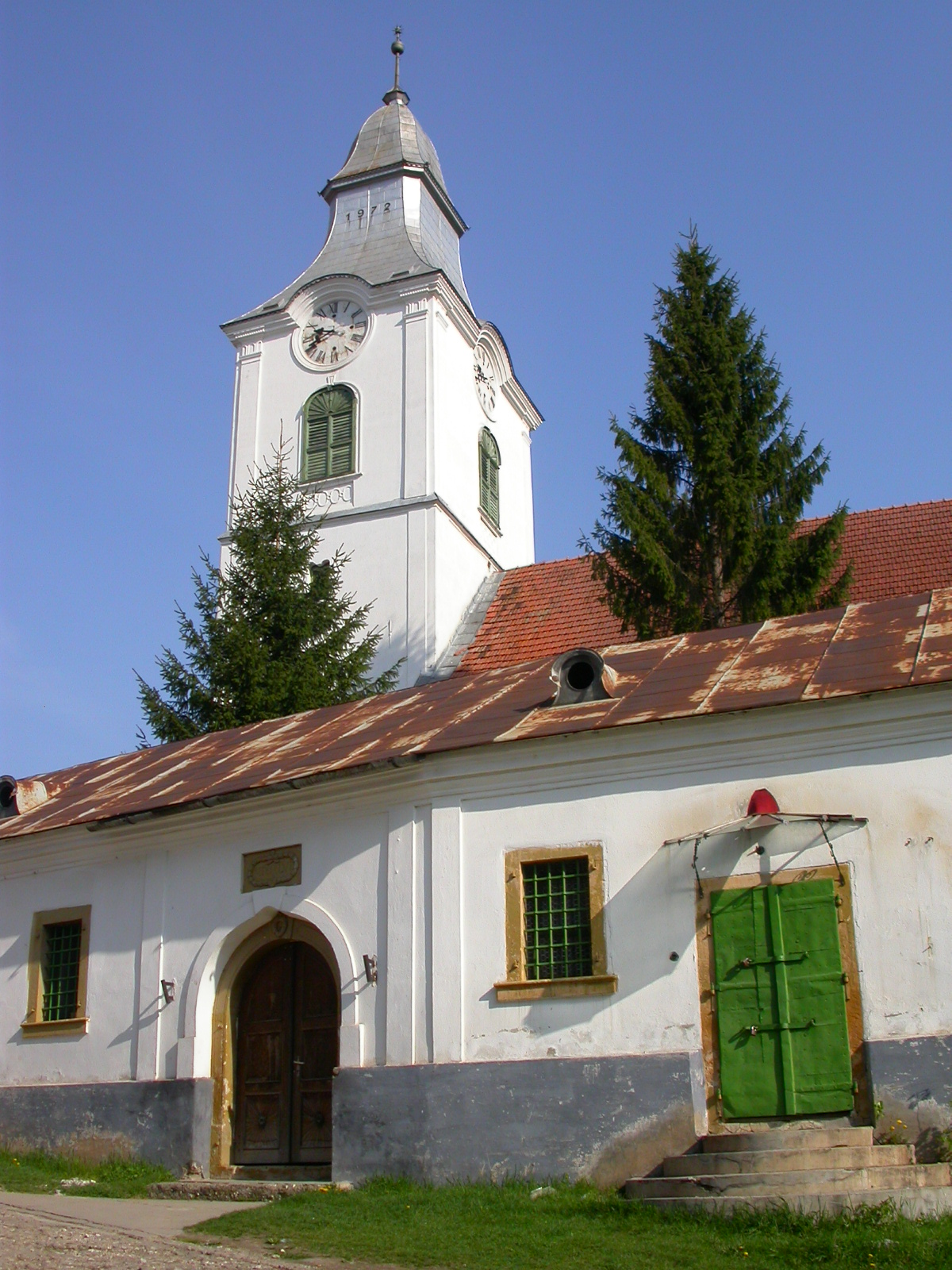
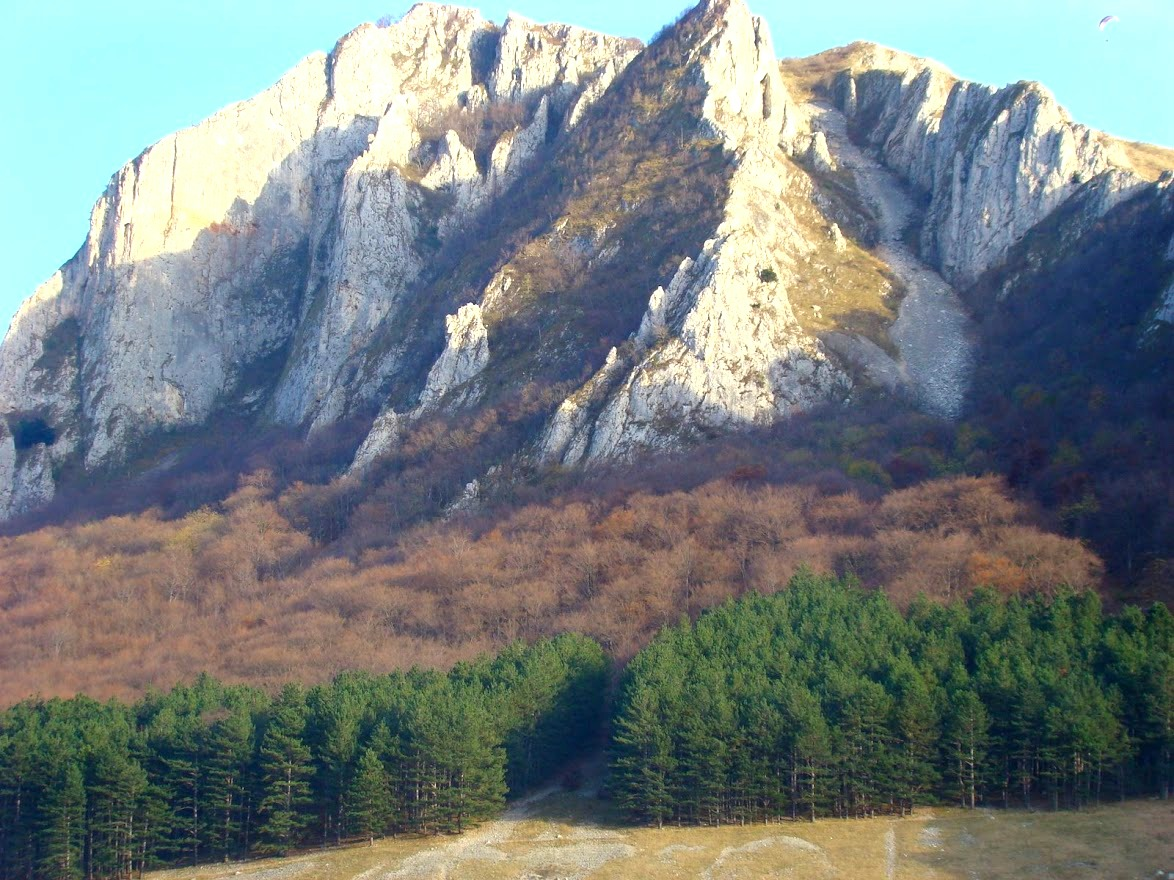
Împrejurimi
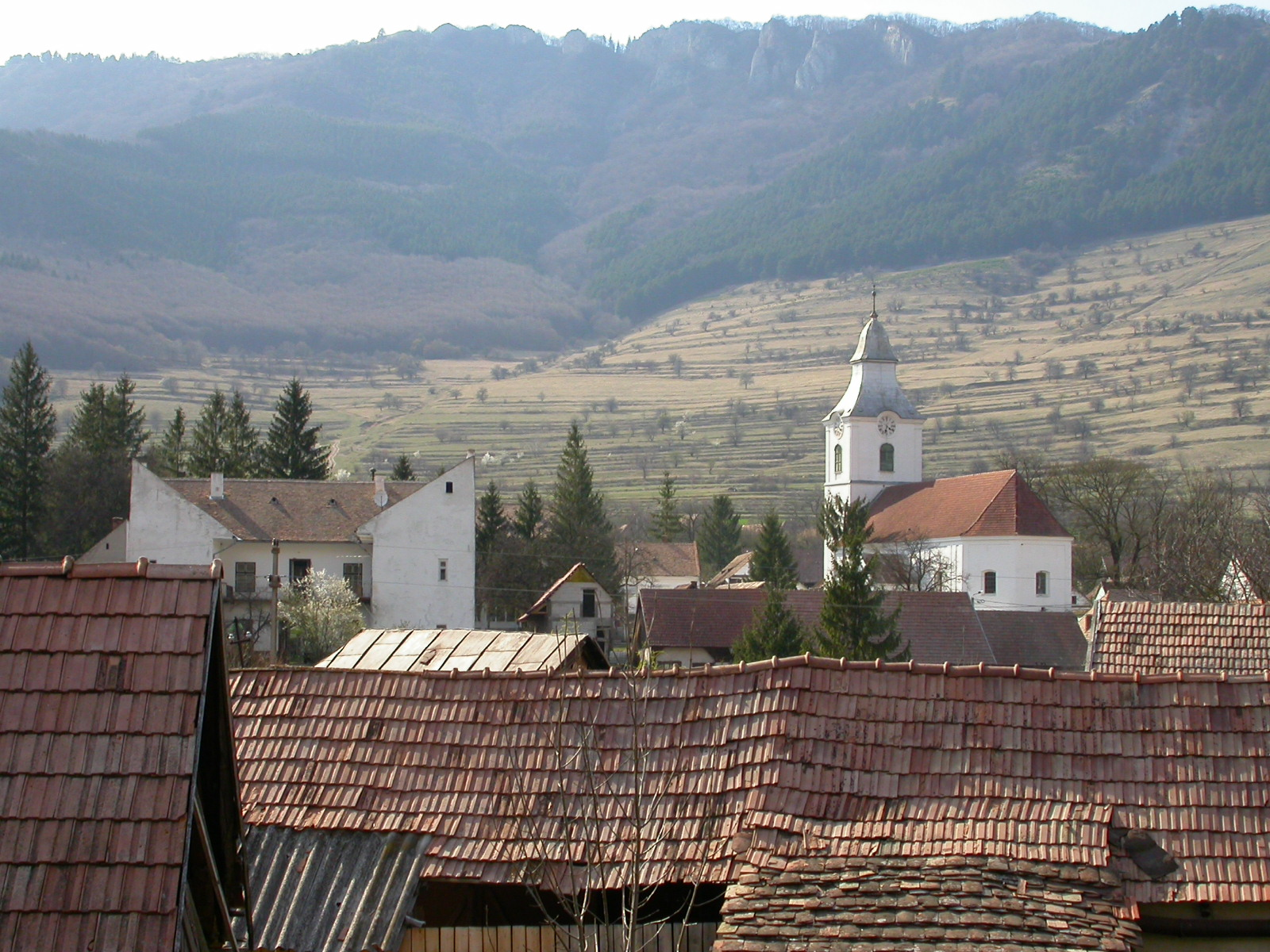